# Escudo angoleño
El escudo era la moneda de Angola entre 1914 y 1928, y nuevamente entre 1958 y 1977. Se subdividía en 100 centavos, las monedas denominadas en "Macuta" equivalían a 5 centavos. Esta unidad monetaria poseía paridad con el escudo portugués.

## Historia
La introducción del escudo en las colonias de Portugal tuvo lugar en 1914, tres años después de que ocurriera en Portugal. El escudo sustituyó al real angoleño a una tasa de 1000 réis = 1 escudo. En 1928, el angolar se introdujo en reemplazo del escudo. Los billetes se cambiaron a una tasa de 1,25 escudos = 1 angolar, las monedas del escudo (denominadas en centavos) se siguieron emitiendo con el mismo diseño para el angolar. El angolar poseía paridad con el escudo portugués.
En 1953, Portugal comenzó a unificar las monedas de sus colonias. Este proceso se completó en Angola a finales de 1958, con la reintroducción del escudo. El escudo fue sustituido en 1977 por el kwanza a la par.

## Billetes
En 1914, el Banco Nacional Ultramarino introdujo billetes en denominaciones de 10, 20 y 50 centavos. En 1918 se introdujo el billete de 5 centavos, luego se puso a circular el billete de 50 escudos, introducido en 1920. En 1921 se introdujo en papel moneda en denominaciones de 1, 2 ½, 5, 10, 20 y 100 escudos. El Estado agregó billetes de 50 centavos en 1921.
En 1958, la segunda serie fue puesta en circulación (con fecha de 1956) por una medida adoptada por  el Banco de Angola, los valores eran 20, 50, 100, 500 y 1000 escudos. Estas cinco denominaciones se emitieron hasta la introducción del kwanza.

## Monedas
En 1921, se introdujeron monedas de bronce valuadas en 1, 2 y 5 centavos, junto con las denominaciones de 10 y 20 centavos acuñadas en cuproníquel, al año siguiente se introdujo la numisma de 50 centavos, acuñadas en níquel. En 1927, se acuñaron en cuproníquel monedas con denominaciones de 1, 2 y 4 macutas y 50 centavos. Estas monedas siguieron circulando cuando el angolar se introdujo, las monedas de 10 y 20 centavos pasaron a acuñarse en bronce desde 1948.
En 1952, se introdujeron por primera vez monedas de un escudo, aunque el angolar no fue sustituido oficialmente por el escudo angoleño hasta 1958. Se produjeron monedas de plata de 10 y 20 escudos, que fueron introducidos en 1952. En 1953 se agregaron monedas de 50 centavos de bronce, 1 y 2½ escudos en cuproníquel. Las piezas de 10 escudos comenzaron a acuñarse en cuproníquel desde 1969, y en 1971 las monedas de 20 escudos empezaron a acuñarse en níquel, de esta forma se dejó de usar metales preciosos para la acuñación de monedas en Angola. La última denominación agregada a la circulación de esta unidad monetaria angoleña fue la de 5 escudos, producida en cuproníquel e introducida en 1972.